# Алекс Гомберґер
Алекс Гомберґер (26 жовтня 1912 — 15 квітня 2007) — швейцарський академічний веслувальник.
Срібний призер Олімпійських Ігор 1936 року в складі розпашної четвірки зі стерновим, бронзовий призер 1936 року в складі розпашної четвірки без стернового.
Чемпіон Європи 1935 року в складі розпашної четвірки без стернового, срібний призер 1934 (розпашні четвірки без стернового), 1935 (вісімки) років.